# Icône de Notre-Dame Source de Vie

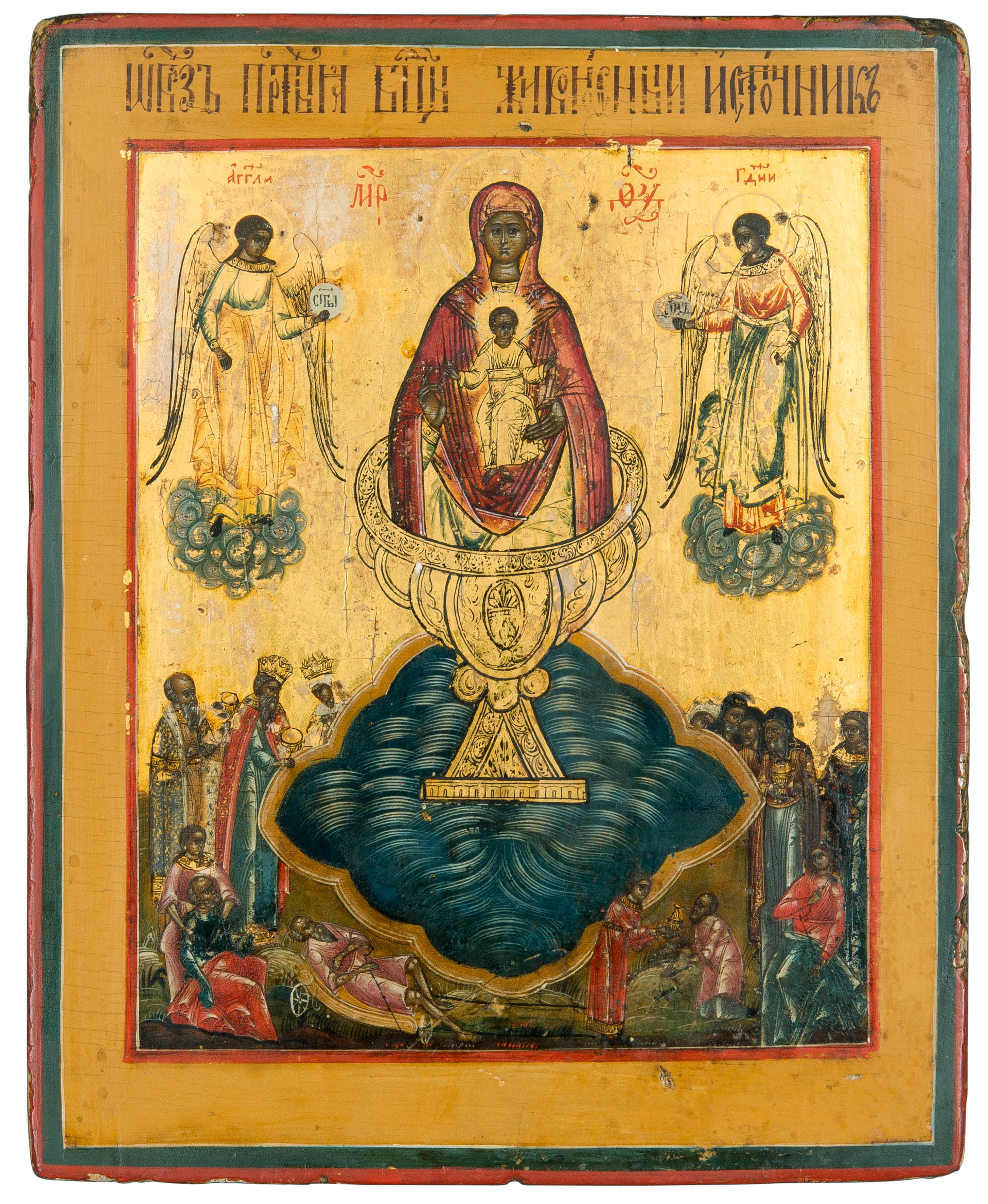
Icône russe de la Source de Vie datant du milieu du XIXe siècle.

L'icône de Notre-Dame Source de Vie ou de la Mère de Dieu Source de Vie (grec: Ζωοδόχος Πηγή ; latin: Mater Dei Fons Vitae) est une icône fort révérée du monde orthodoxe, dont l'histoire remonte au milieu du Ve siècle.
L'ancienne tradition de l'Église, compilée par Nicéphore Kallistos, a conservé la mémoire de trois sanctuaires de Constantinople associés à de nombreux miracles et à la guérison de maladies graves par l'intercession de la Mère de Dieu. C'est tout d'abord une source sacrée, appelée Balakliy, ou source vivifiante, qui coulait près de Constantinople au milieu d'un bosquet de platanes, dédiée depuis l'Antiquité à la Très Sainte Vierge Marie. L'église et l'icône miraculeuse de la Vierge, qui ont été créées sur ce site après un événement miraculeux, tirent leur nom du nom de cette source.

## Histoire

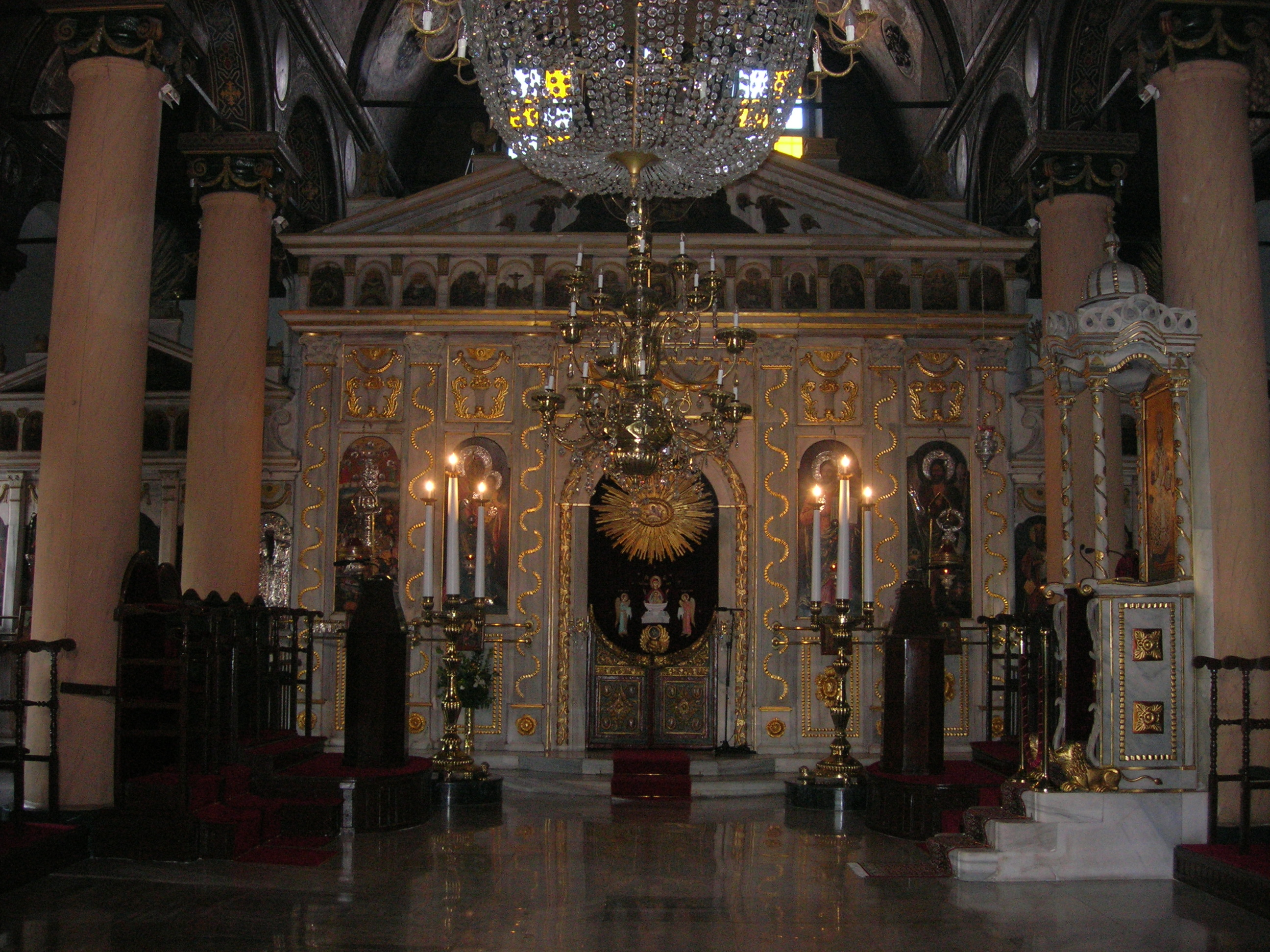
Intérieur de l'église Sainte-Marie-de-la-Source.

Au milieu du Ve siècle, un guerrier encore peu connu, Léon futur empereur, aidant un aveugle perdu à se mettre sur le chemin et à trouver de l'eau à boire, entendit soudain une voix : « Ne cherche pas l'eau bien loin, elle est ici. » Sur l'ordre de cette voix, le guerrier fit boire à l'aveugle l'eau et lui mit sur les yeux de la boue prélevée au fond de la source. L'aveugle recouvra immédiatement la vue. Lorsque quelques années plus tard Léon devint empereur, il ordonna qu'une église dédiée à la Mère de Dieu soit érigée à la source (457), et qu'une icône de la Mère de Dieu soit peinte, glorifiant l'événement,.
Au cours des siècles suivants, l'église de la Source-de-Vie a été reconstruite et embellie à plusieurs reprises. Nicéphore Kallistos a compilé l'ordo de la liturgie divine pour la fête de la rénovation de l'église. Après la chute de Constantinople en 1453, l'église a été détruite par les Ottomans et est restée en ruines pendant plus de trois cents ans. C'est seulement en 1834-1835 qu'une église a été reconstruite au-dessus de la source vivifiante, l'église Sainte-Marie-de-la-Source (Μονὴ τῆς Θεοτòκου τῆς Πηγῆς).

## Fête
Malgré le fait que l'histoire ait conservé la date exacte de l'événement de l'apparition de la Mère de Dieu à Léon Marcellus, le 4 avril (dans le calendrier julien) 450, la véritable célébration de l'icône de la Mère de Dieu « Source de Vie » a lieu le vendredi de la première semaine de Pâques, lorsque le renouvellement de l'église de Constantinople de la Source-de-Vie est fêté en mémoire des miracles qui s'y sont produits.

## Symbole mystique
Dans la tradition de l'Église orthodoxe, le vendredi de la semaine radieuse se distingue particulièrement parce que ce jour-là, pour la première fois après la grande haguiasme du jour de la Théophanie, la bénédiction de l'eau est effectuée dans toutes les églises. Dans le rite liturgique de ce jour, le stichère et le tropaire pascals sont associés aux hymnes du service à l'icône de la Mère de Dieu « Source de Vie », appelée ainsi car elle est la Mère du Christ qui est la « Voie, la Vérité et la Vie ».

## Iconographie

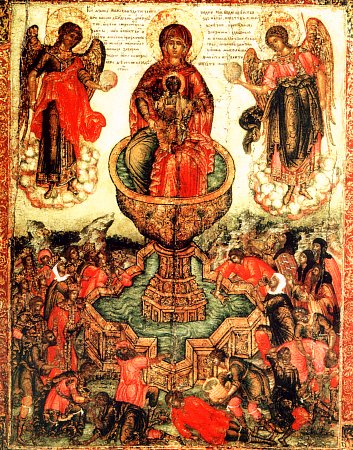
Icône russe du XVIIe siècle.

Le prototype iconographique de la Mère de Dieu « Source de Vie » est une ancienne image byzantine du type « Nikopeia Kyriotissa » (Maîtresse Victorieuse) qui à son tour remonte à l'une des images originales de la Mère de Dieu associée au célèbre culte de la Théotokos des Blachernes, représentée sous différentes formes. L'une des icônes miraculeuses des Blachernes représentant la Mère de Dieu était une image en marbre, située près des thermes impériaux, non loin de la chapelle Saint-Pierre. Des mains de la Vierge coulait de l'eau bénite (haguiasme).
Initialement, l'icône de la Mère de Dieu « Source de Vie » était distribuée en listes sans la représentation de la source elle-même; plus tard une coupe a été incluse dans la composition. Dans des listes encore plus tardives, au lieu d'une coupe, les peintres d'icônes ont commencé à représenter une fontaine et un bassin.
L'une des anciennes icônes de la Mère de Dieu « Source de Vie », inspirée de l'icône prototype, remonte à la fin du XIIIe siècle - début du XIVe siècle. Sur un plat en terre cuite trouvé dans l'actuelle Crimée, la Vierge est représentée en orante au-dessus d'une coupe d'eau, les mains levées en signe de prière. Une autre icône, du milieu du XIVe siècle, est décrite par l'historien de l'Église, Nicéphore Kallistos, qui a compilé le service liturgique pour cette icône et le synaxaire. Il décrit qu'au milieu d'une grande coupe, semblable à des fonts baptismaux, installée au-dessus de la source, la Mère de Dieu est représentée avec l'Enfant Jésus sur son sein. Une image de la Source de Vie de la première moitié du XVe siècle est située au  mont Athos. Ici, dans le narthex de la chapelle Saint-Georges-le-Victorieux du monastère Saint-Paul, il y a une fresque d' d'Andronicus le Byzantin. La Mère de Dieu avec l'Enfant Jésus bénissant est présentée dans une grande phiale. Une inscription en grec se lit sur les côtés : « La source vivifiante ».
Sans doute, non sans l'influence de la spiritualité d'Athos, à partir du XVIe siècle en Russie, la coutume grecque s'est établie de consacrer les sources monastiques, de les dédier à la Mère de Dieu et de peindre pour les petites chapelles-bains installées au-dessus d'elles, des icônes de la Mère de Dieu « Source de Vie ». Ce genre d'icônes se répand dans toute la Russie surtout à partir du XVIIe siècle. On représente parfois un puits en bois de manière réaliste d'où coulent des jets d'eau et parfois l'on y ajoute saint Basile le Grand, saint Grégoire le Théologien et saint Jean Bouche-d'Or.

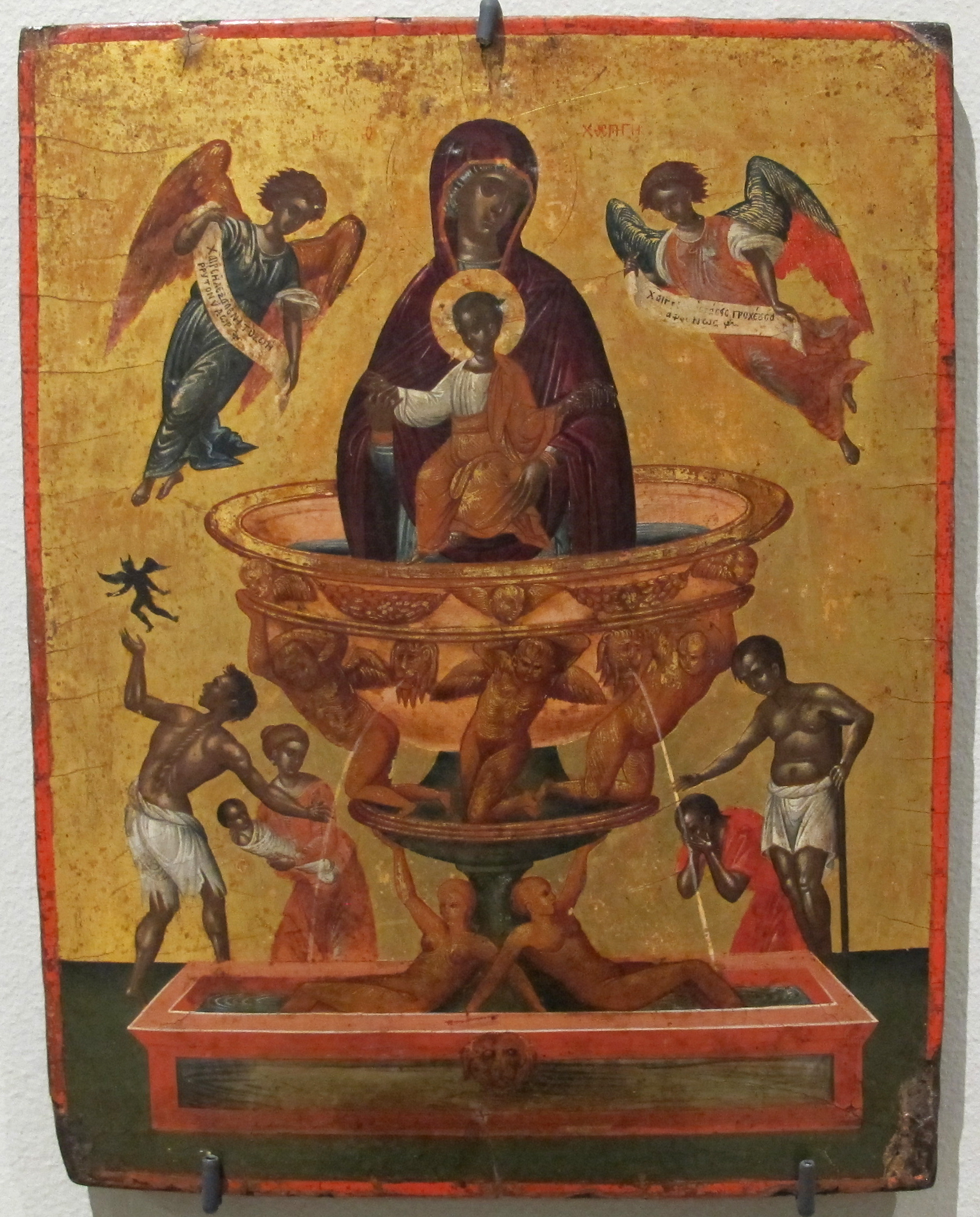
Icône vénitienne (1590-1600), musée d'art et d'histoire de Genève
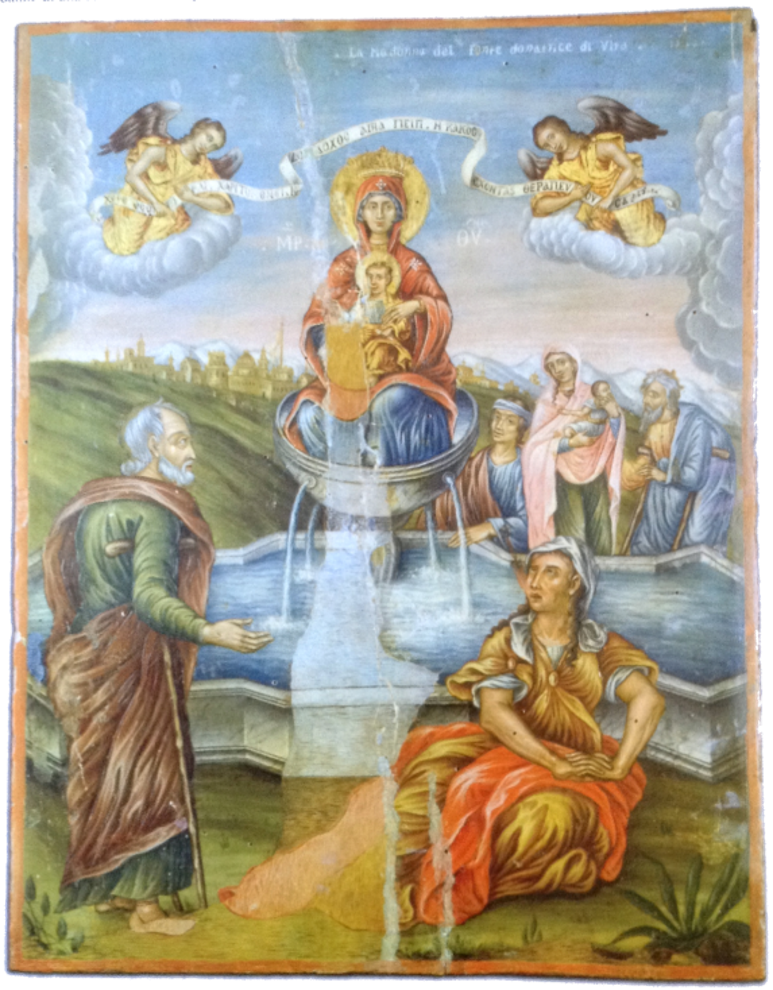
Icône de Notre-Dame Source de Vie (1769) à l'église de l'Assomption de Villa Badessa (Italie)
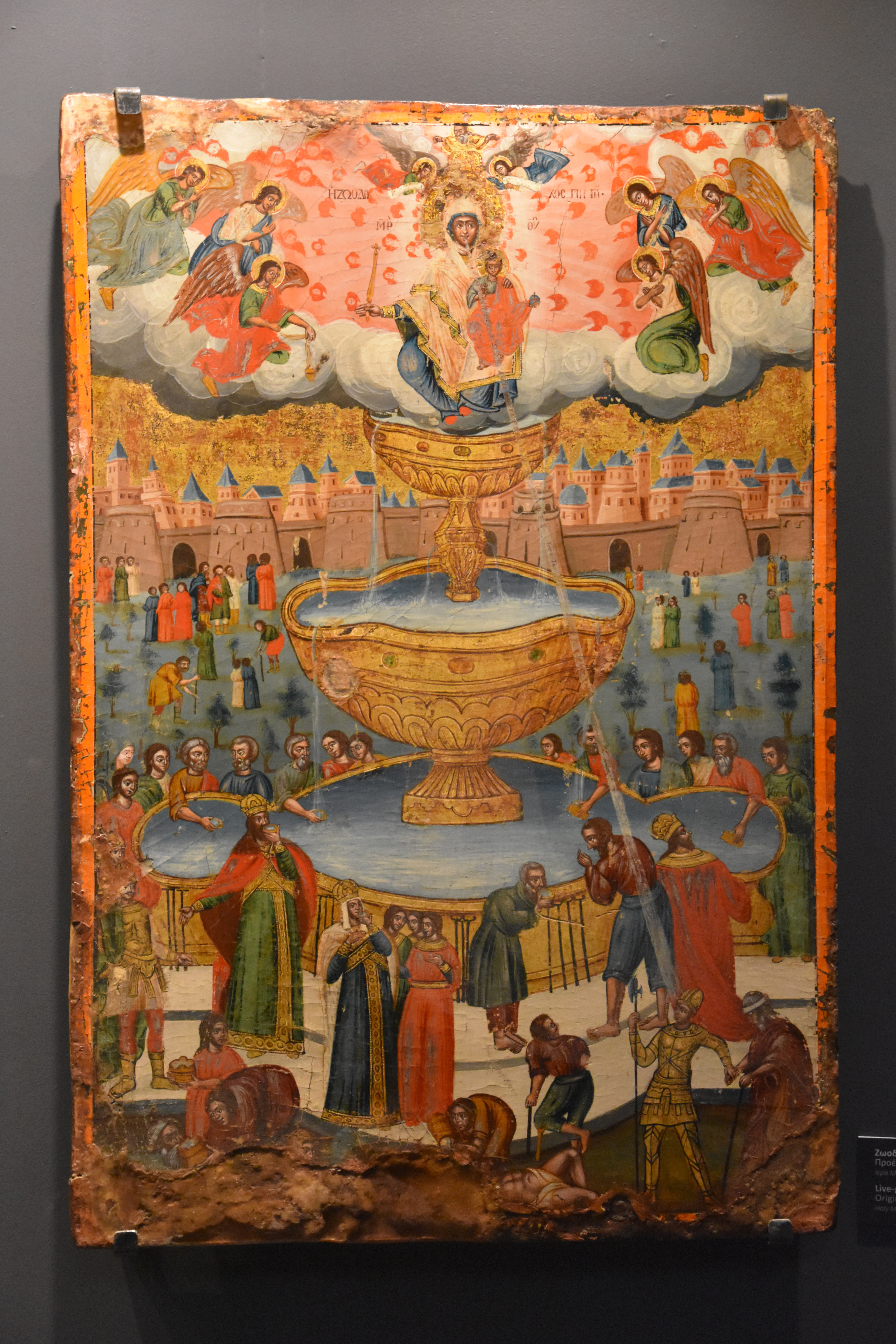
Icône grecque du XIXe siècle
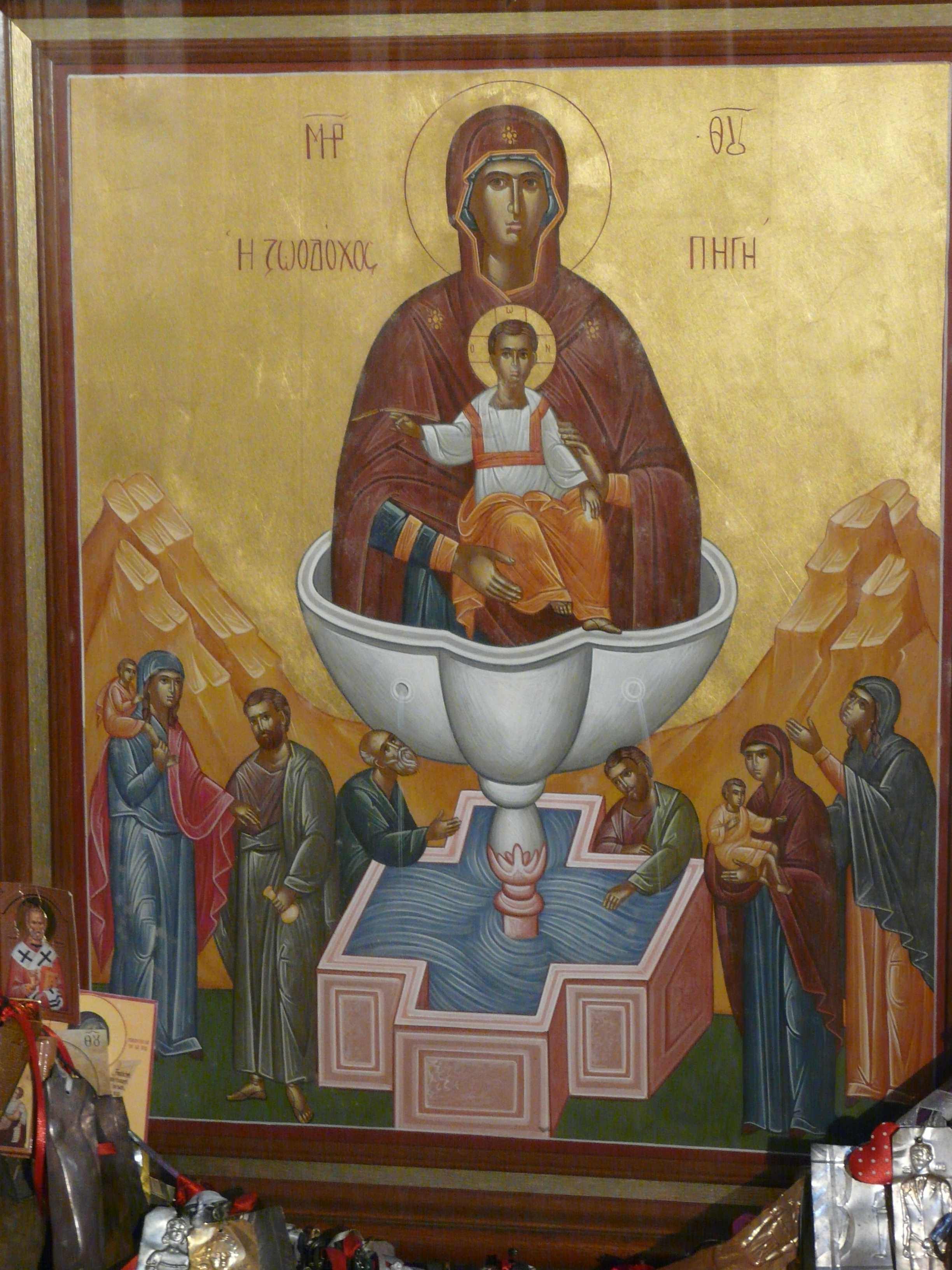
Icône grecque moderne